# فرايشا
ألبينو فرايشا كاردوسو (بالبرتغالية: Friaça‏) أو كما يُعرف باسم الشهرة فرايشا مواليد 20 أكتوبر 1924 في ريو دي جانيرو - الوفاة 12 يناير 2009 في البرازيل، كان لاعب كرة قدم برازيلي كان يلعب في مركز الهجوم. سبق له أن لعب في كأس العالم لكرة القدم مع منتخب بلاده في مونديال 1950.

## المسيرة الاحترافية

### أندية لعب لها
- نادي فاسكو دا غاما
- نادي ساو باولو
- نادي بونتي بريتا

## روابط خارجية
- فرايشا على موقع الاتحاد الدولي (مؤرشف)  (الإنجليزية)
- فرايشا على موقع قاعدة بيانات كرة القدم.إي يو (الإنجليزية)
- فرايشا على موقع ناشيونال فوتبول تيمز (الإنجليزية)
- فرايشا على موقع Soccerway.com (الإنجليزية)
- فرايشا على موقع عالم كرة القدم.نت (الإنجليزية)